# Badarán
Badarán és un municipi de la Rioja, a la regió de la Rioja Alta, situat a 37 km de Logronyo, a la Vall del Riu Cárdenas, a una altitud de 617 msnm.

## Història
En el terme municipal de Badarán es van trobar restes prehistòriques que demostren de l'existència de població durant el Paleolític. Posteriorment, en temps dels romans, també va haver assentaments. La localitat neix en el camí que unia el Monestir de San Millán de la Cogolla, amb Nájera. El nom del nucli té origen basc, estant compost de "bat" (u o primer) i "aran" (vall), quedant definit com "primer en la vall", adequant-se a la ubicació del poble en la vall del Riu Cárdenas.
El primer document escrit en el qual apareix és una escriptura de donació del lloc al Monestir de San Millán en el segle x. Havia tres llogarets properes a Badarán anomenades Villagonzalo, Terrero i Villorquite. El 15 de maig de 1326 els quatre llocs es van unir i van formar l'actual municipi de Badarán. El Privilegi de la unió va ser sol·licitat per l'Abat de San Millán, Diego López, al rei Alfons XI de Castella, qui ho va donar a Burgos.

## Etimologia
En una butlla de 1199 per la qual es concedien privilegis al monestir de San Millán de la Cogolla ja apareixia nomenada com a Badaran. La terminació -ran fa pensar en un origen germànic no obstant això per a González Batxiller el topònim és una forma tautològica basc-romànica: "vall d'Arán". Atès que Galmés explica Badalona a partir del protoindoeuropeu bad, "fossa, clot", que en ibèric dona ètims com ibatis, "riu, aigua", ha de tractar-se d'una fossa que es troba en una vall.

## Agermanaments
- Madiran